# Rapa (mollusque)
Genre
Synonymes
- Rapella Swainson, 1840[2]

Rapa est un genre de mollusques gastéropodes de la famille des Muricidae.

## Liste d'espèces
Selon World Register of Marine Species (10 avril 2021) :
- Rapa bulbiformis G. B. Sowerby II, 1870
- Rapa incurva (Dunker, 1852)
- Rapa rapa (Linnaeus, 1758)